# Mikkel Frandsen
 (décembre 2024).
Mikkel Frandsen (1892–1981) est un physicien danois américain connu pour ses expériences impliquant la thermodynamique chimique, le pétrole et l'eau lourde. Également connue sous le nom d'oxyde de deutérium (D2O), l'eau lourde est utilisée pour produire de l'énergie nucléaire et est utilisée dans d'autres applications nucléaires telles que la spectroscopie par résonance magnétique nucléaire.

## Jeunesse
Frandsen est né dans la paroisse de Sønder Lem dans la ville de Ringkøbing à Ringkøbing-Skjern, Jutland central, Danemark. Il émigre du Danemark vers les États-Unis en 1921. Frandsen obtient son doctorat en chimie physique de l'Université de Californie en 1926.
En 1928, Frandsen invente le procédé de craquage en phase liquide, découvrant que lorsque le pétrole est chauffé à un point où le craquage a lieu, la chaleur consommée fait baisser la température. Il en résulte une augmentation du rendement en essence et une diminution de la tendance au détonement de l'essence.

## Eau lourde
En 1931, alors qu'il est au National Bureau of Standards (NBS), Frandsen commence une étude avec Edward Wight Washburn (1881-1934), chef du NBS et son assistant Edgar R. Smith, ainsi qu'avec Frederick D. Rossini, dont les résultats sont publiés dans « The Isotopic Fractionation of Water » (1933),,. Dans l'expérience de Frandsen et alii, les scientifiques soumettent de l'eau à une électrolyse et un fractionnement isotopique a lieu. L'eau lourde produite présente une densité plus élevée que l'eau ordinaire. L'eau lourde a un point de congélation plus élevé, un point d'ébullition plus élevé et un indice de réfraction plus faible que l'eau ordinaire.
L'eau lourde diffère de l'eau ordinaire en ce que les deux atomes d'hydrogène sont remplacés par deux atomes de deutérium, qui est un isotope de l'hydrogène. La masse d'eau lourde est d'environ 10% supérieure à celle de l'eau ordinaire en raison du neutron supplémentaire dans le deutérium. L'eau lourde a été découverte par Gilbert Lewis en 1933.
En 1934, Frandsen, avec Washburn et Smith, publie également « On Change in Density, Index of Refraction, Boiling Point, and Freezing Point of Water after Electrolysis ».

## Bureau national des normes
De 1931 à 1934, Frandsen écrit ou co-écrit une série d'expériences au National Bureau of Standards, dont la première est intitulée Cryoscopic Constant Heat of Fusion, and Heat Capacity of Camphor (1931). En 1932, Frederick Rossini, Washburn et Frandsen écrivent « The Calorimetric Determination of the Intrinsic Energy of Gases as a Function of the Pressure ». Cette expérience aboutit au développement de la correction de Washburn pour la calorimétrie à la bombe, une diminution ou une correction des résultats d'une procédure calorimétrique à des états normaux.
Frandsen co-écrit également deux articles avec Merle Randall en 1932, The Standard Electrode Potential of Iron and the Activity Coefficient of Ferrous Chloride et Determination of the Free Energy of Ferrous Hydroxide from Measurements of Electromotive Force. Randall, avec Lewis, écrit l'un des livres les plus influents de la thermodynamique chimique, Thermodynamics and the Free Energy of Chemical Substances (1923). En 1933, Frandsen mène des recherches sur la capacité thermique du pentoxyde de phosphore. Une autre des expériences de Frandsen en 1933 est intitulée A Method of Determining Solvent Properties of Volatile Thinners in Varnishes.

## Dernières années
En 1952, travaillant à l'US Naval Gun Factory, Frandsen effectue des analyses chimiques et spectrographiques d'aciers et d'alliages de cuivre qui conduisent à une procédure de test plus efficace, la méthode quantométrique. Ses recherches aboutissent à un article intitulé « Préparation de monoxyde de vanadium » (1952).
Il meurt le 27 octobre 1981 à Takoma Park près de Washington.